# NASA Astronaut Group 16

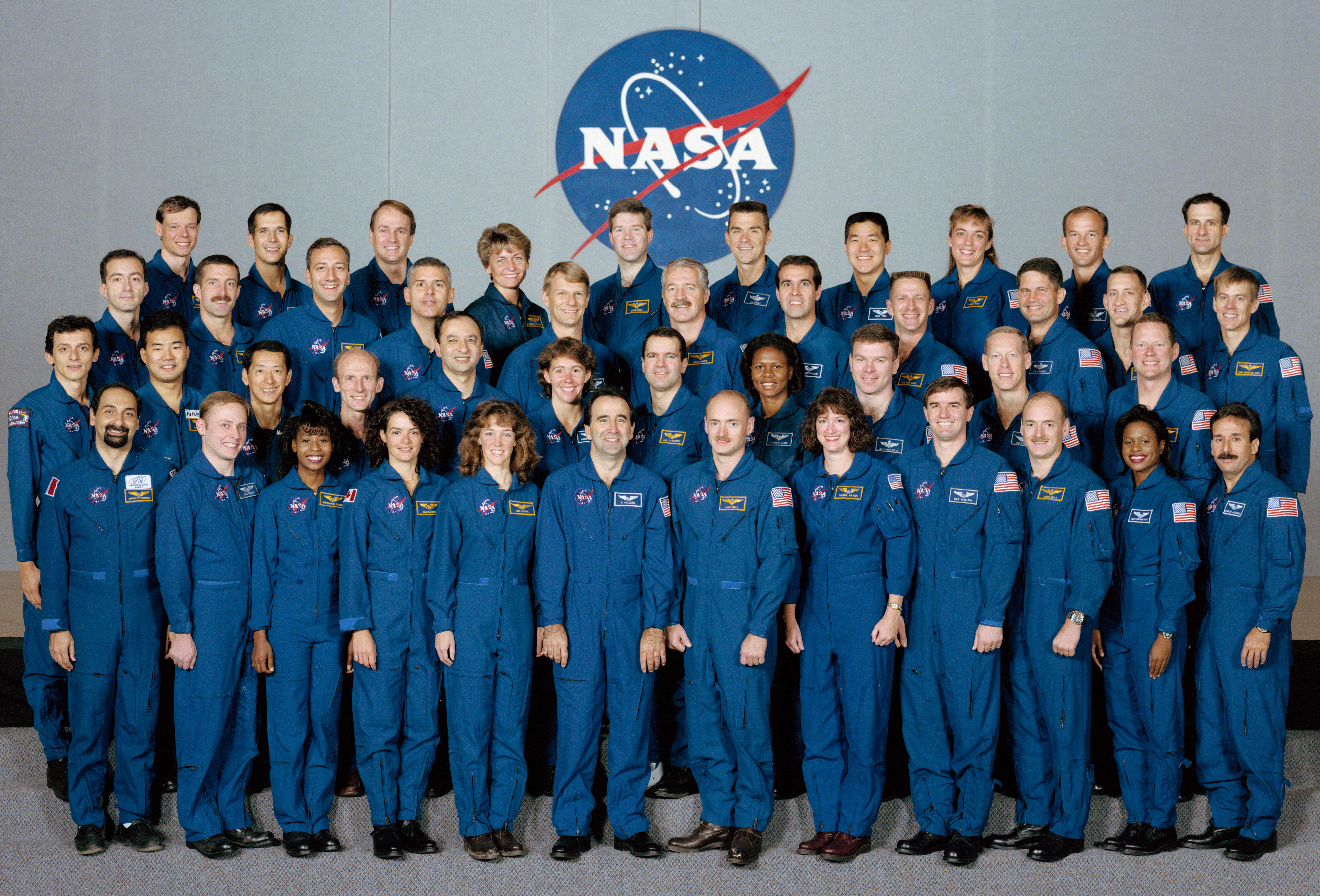
Prima fila, da sinistra: Umberto Guidoni, Edward Fincke, Stephanie Wilson, Julie Payette, Lisa Nowak, Fernando Caldeiro, Mark Kelly, Laurel Clark, Rex Walheim, Scott Kelly, Joan Higginbotham e Charles Camarda.
Seconda fila, da sinistra: Pedro Duque, Soichi Noguchi, Mamoru Mohri, Gerhard Thiele, Mark Polansky, Sandra Magnus, Paul Richards, Yvonne Cagle, James Kelly, Patrick Forrester e David Brown.
Terza fila, da sinistra: Philippe Perrin, Daniel Burbank, Michael Massimino, Lee Morin, Piers Sellers, John Phillips, Richard Mastraccio, Christopher Loria, Paul Lockhart, Charles Hobaugh e William McCool.
Ultima fila, da sinistra: Christer Fuglesang, John Herrington, Steve MacLean, Peggy Whitson, Stephen Frick, Duane Carey, Daniel Tani, Heidemarie Stefanyshyn-Piper, Jeffrey Williams e Donald Pettit.

Il NASA Astronaut Group 16 (The Sardines) è stato annunciato il 1º maggio del 1996 ed è stato il gruppo più numeroso mai selezionato. Furono necessari così tanti astronauti per adempiere ai progetti relativi alla Stazione spaziale internazionale.

## Elenco degli astronauti

### Piloti

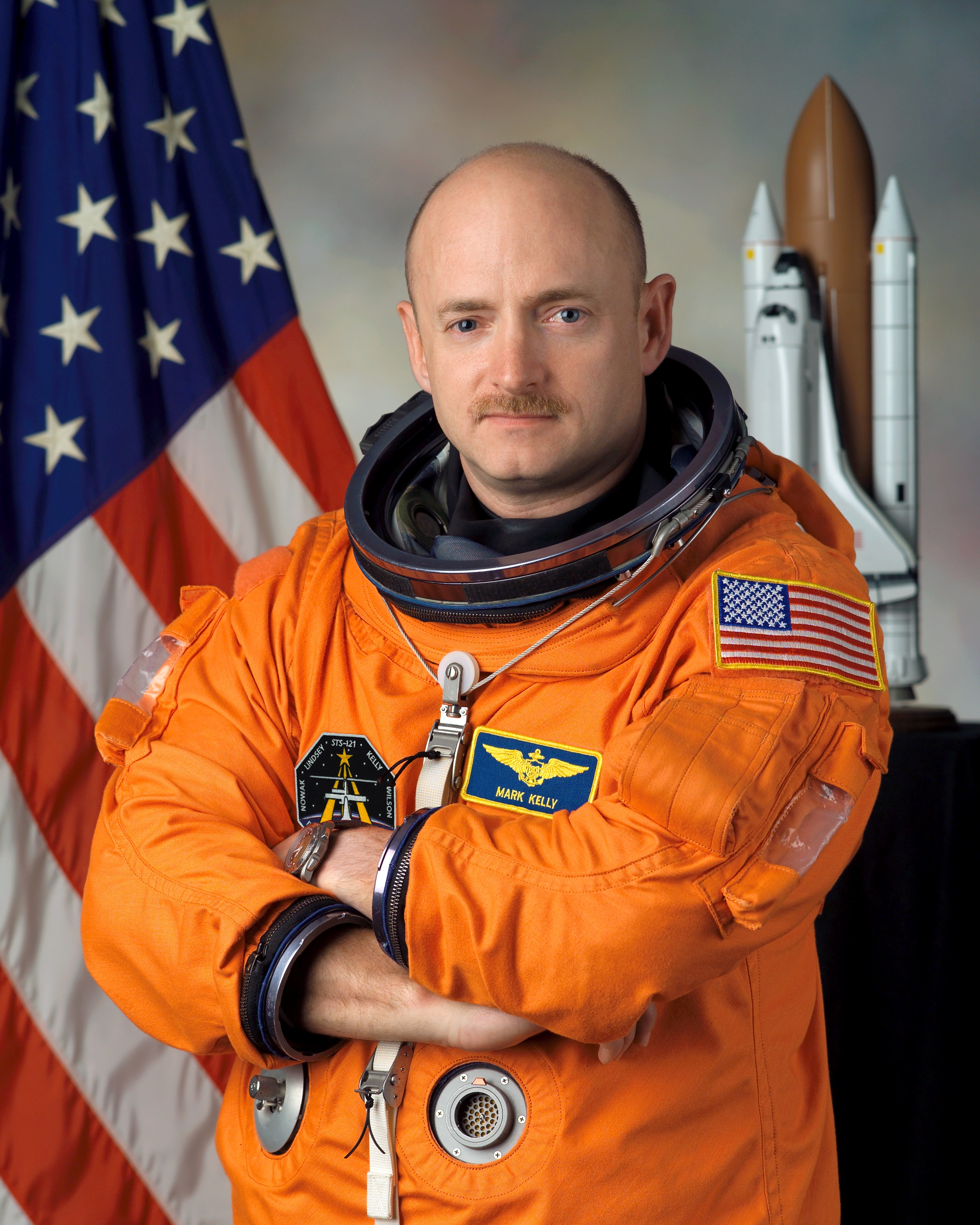
Mark Kelly

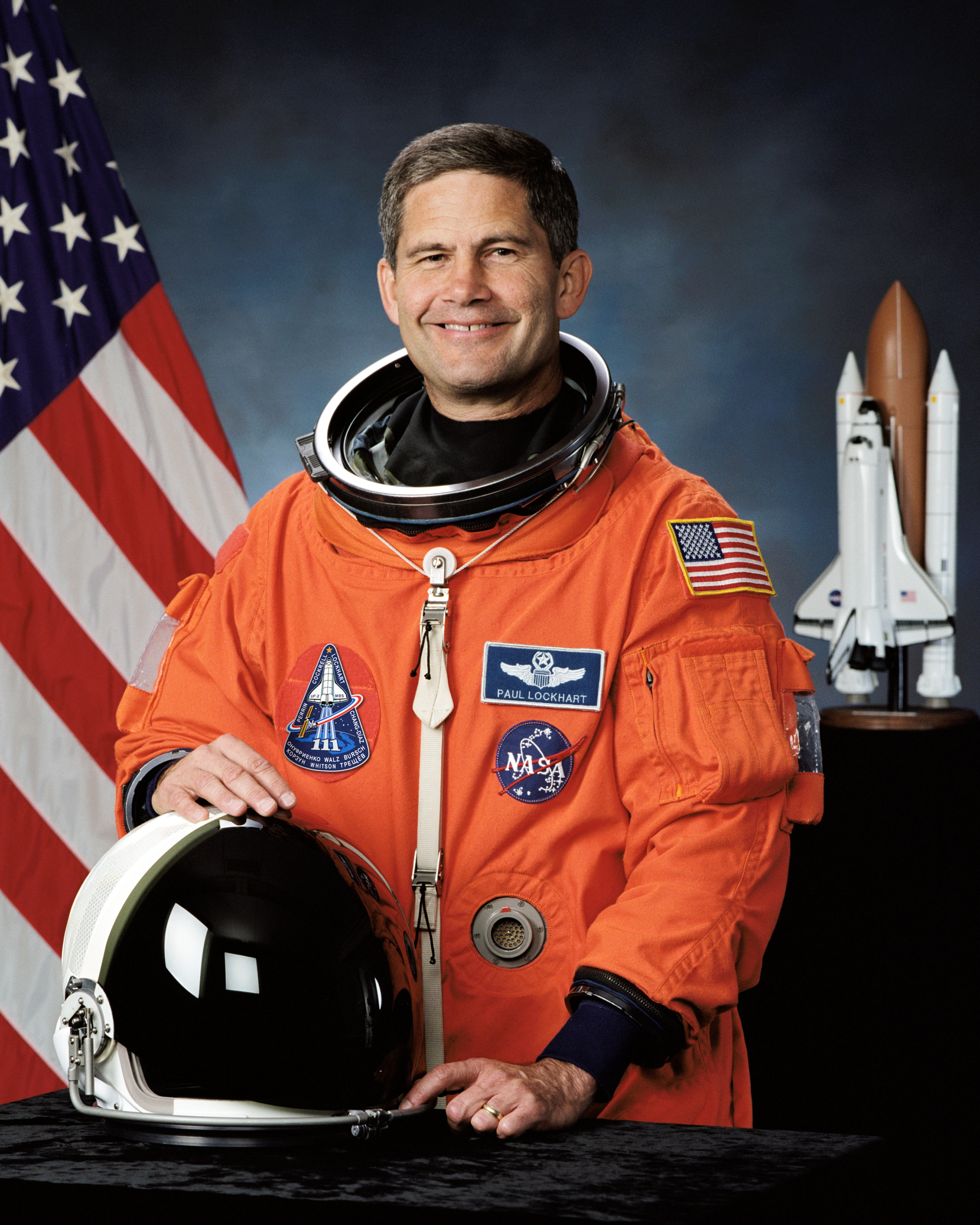
Paul Lockhart

- Duane Carey[1]

STS-109, Pilota
- Stephen Frick[2]

STS-110, Pilota
STS-122, Comandante
- Charles Hobaugh[3]

STS-104, Pilota
STS-118, Pilota
STS-129, Comandante
- James Kelly[4]

STS-102, Pilota
STS-114, Pilota
- Mark Kelly[5]

STS-108, Pilota
STS-121, Pilota
STS-124, Comandante
STS-134, Comandante
- Scott Kelly[6]

STS-103, Pilota
STS-118, Comandante
Sojuz TMA-01M
Expedition 25, Ingegnere di volo
Expedition 26, Comandante
Sojuz TMA-16M
Expedition 43/44, Ingegnere di volo
Expedition 45/46, Comandante
- Paul Lockhart[7]

STS-111, Pilota
STS-113, Pilota
- Christopher Loria[8]

- William McCool[9]

STS-107, Pilota
- Mark Polansky[10]

STS-98, Pilota
STS-116, Comandante
STS-127, Comandante

### Specialisti di Missione

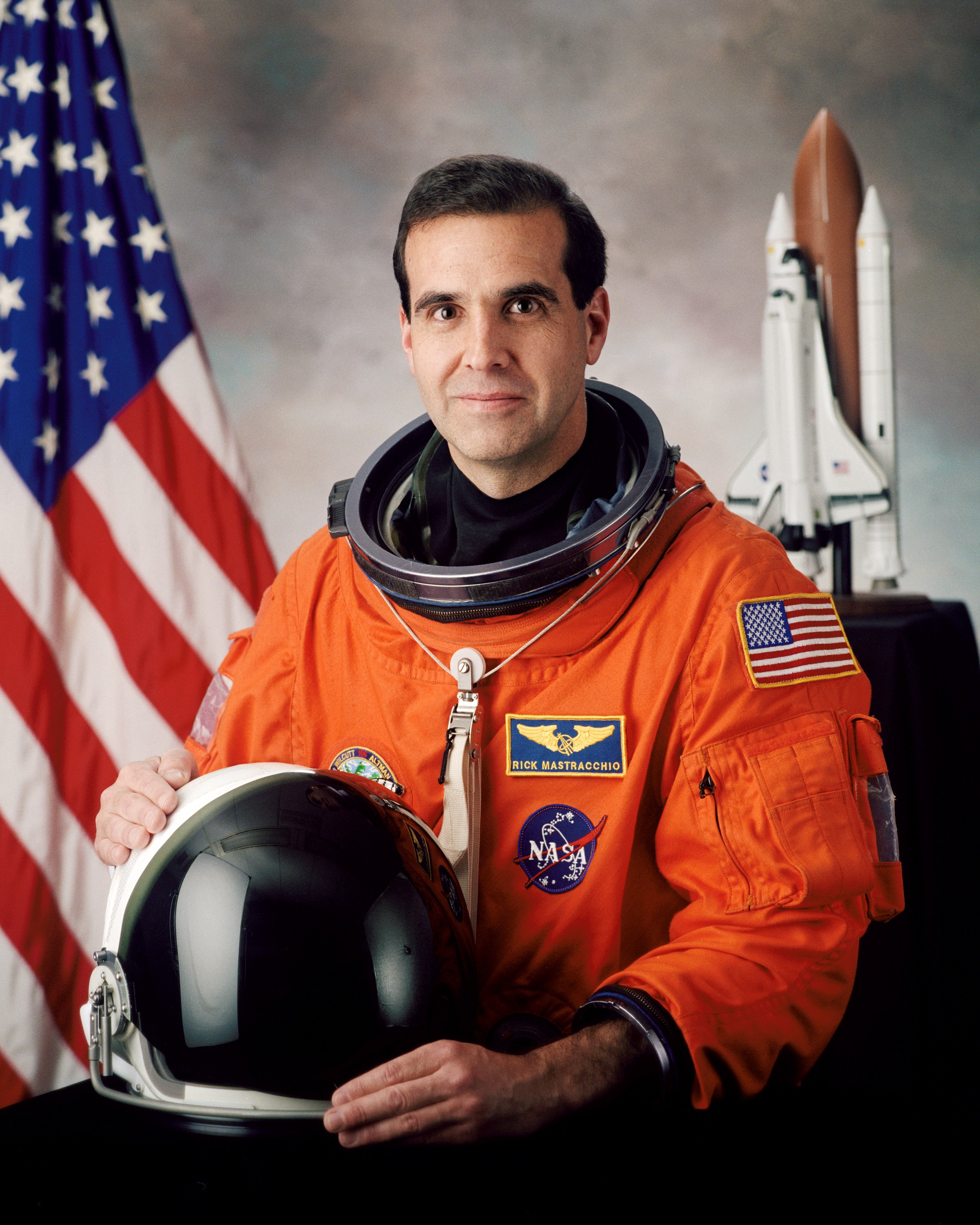
Richard Mastracchio

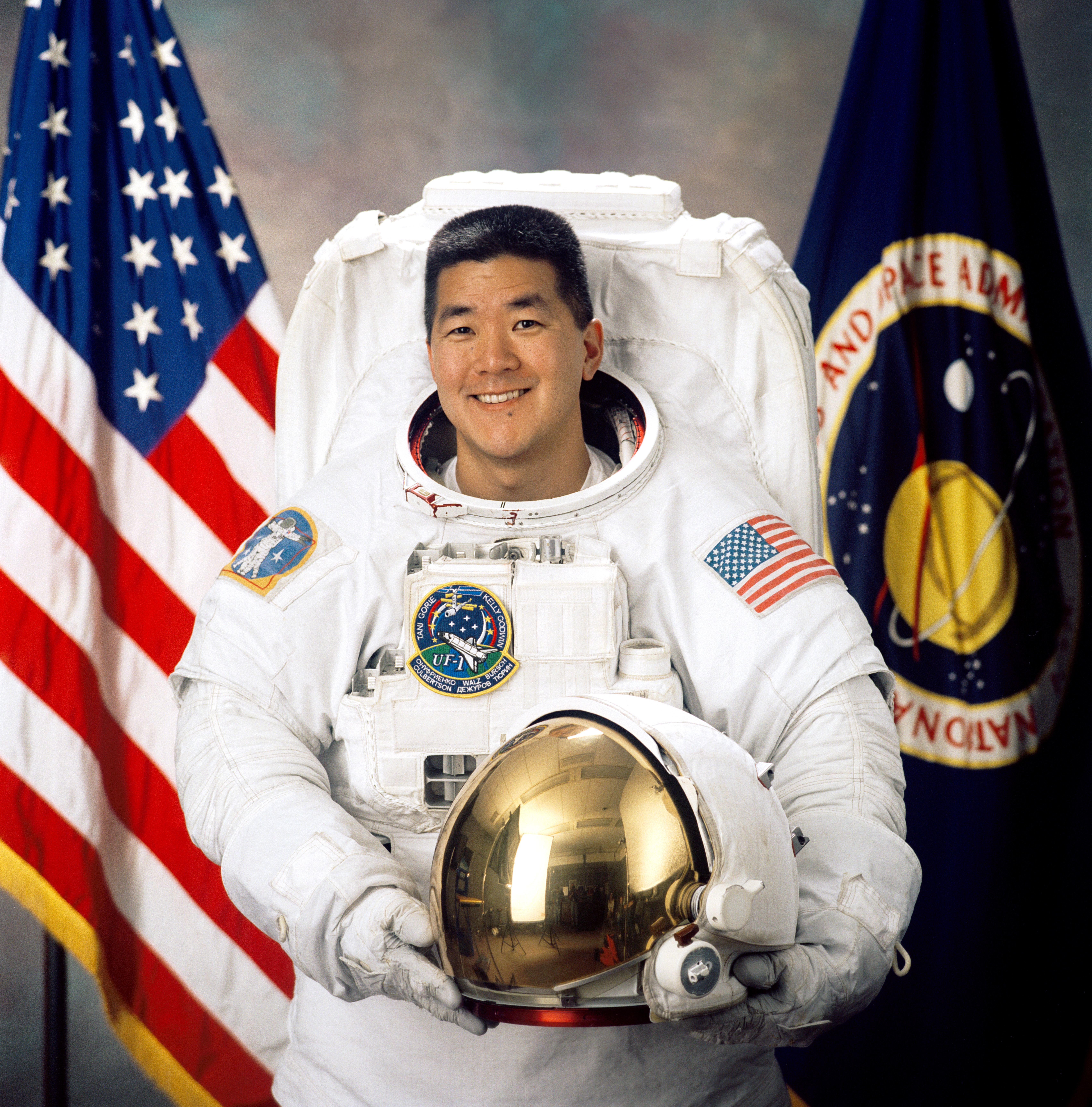
Daniel Tani

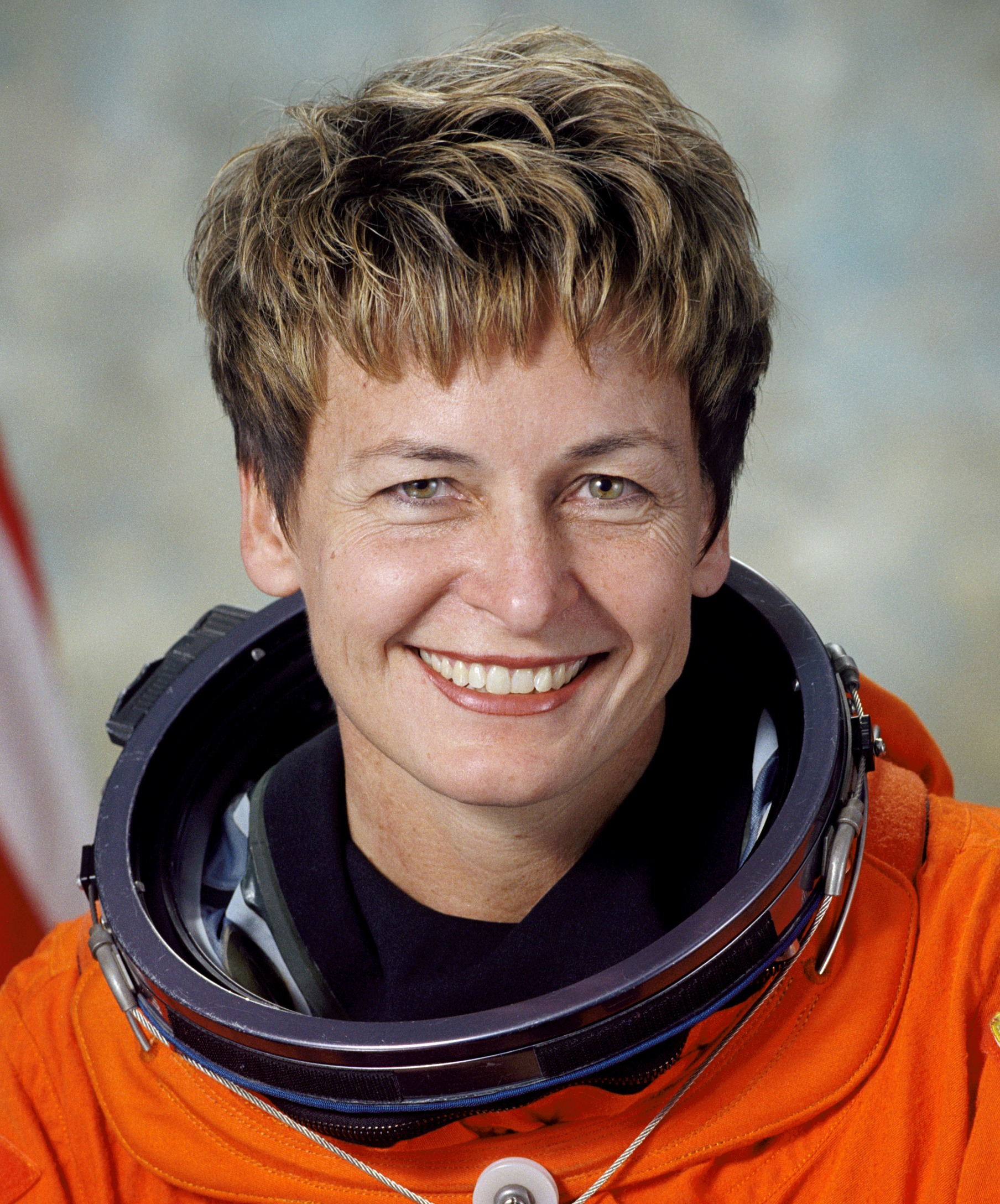
Peggy Whitson

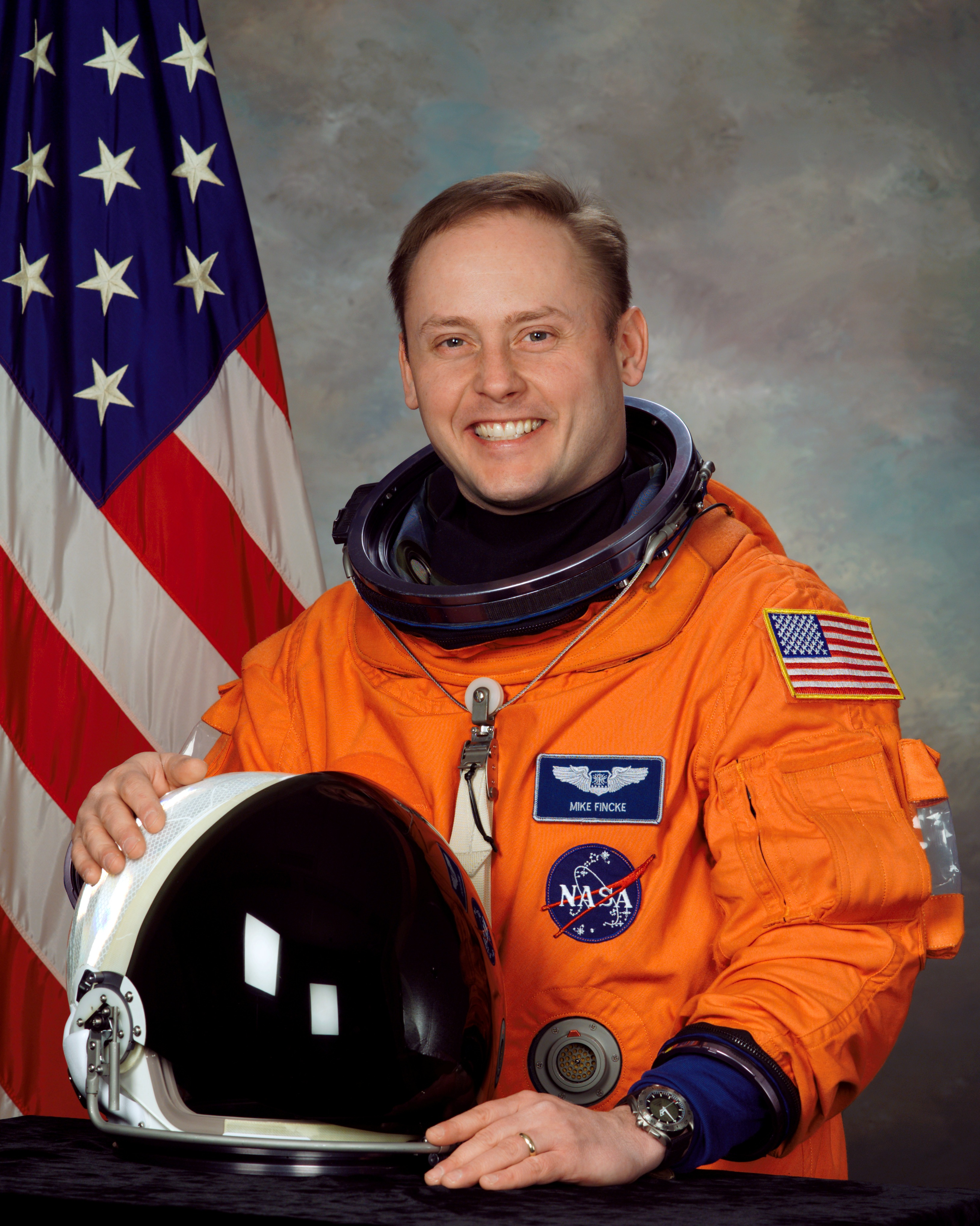
Edward Michael Fincke

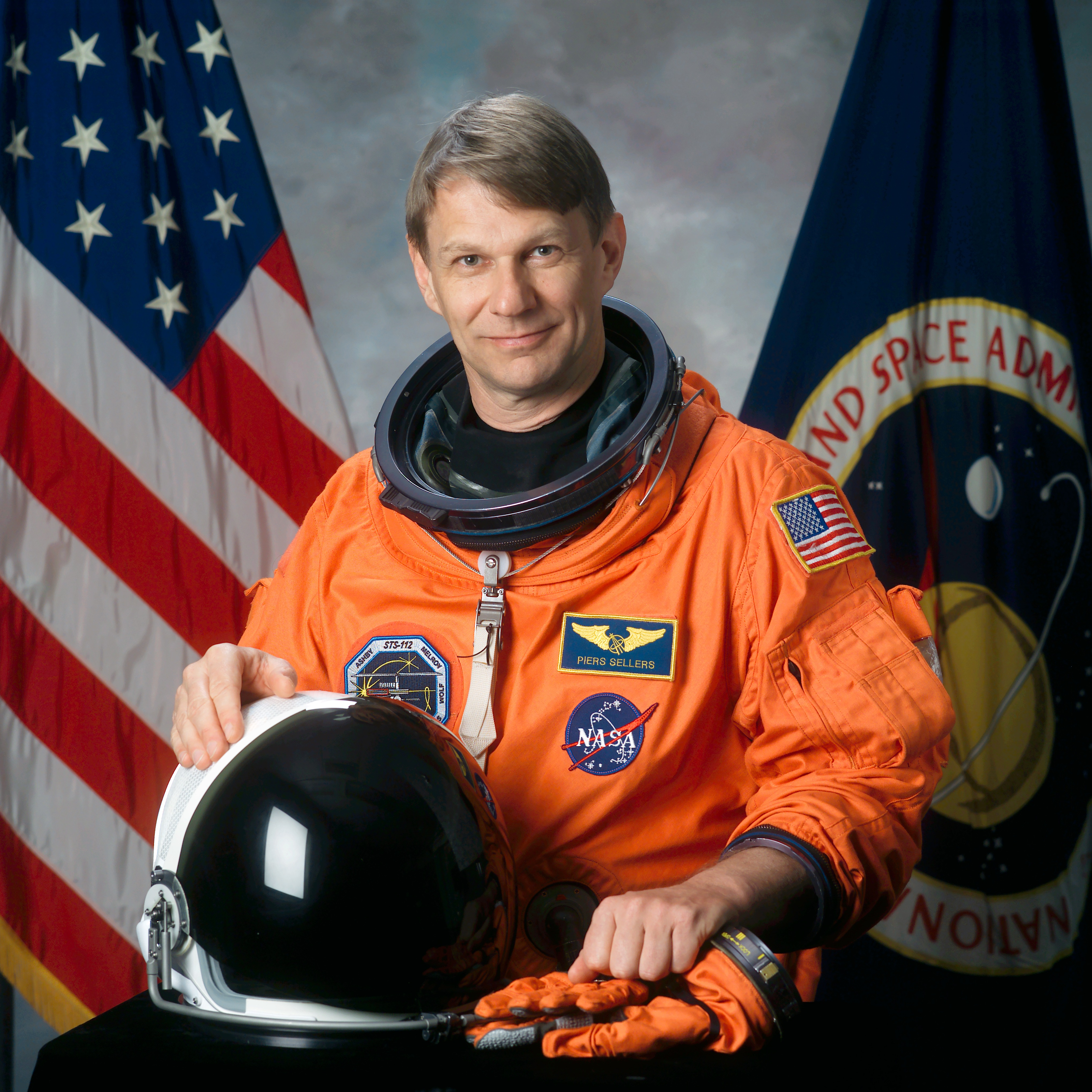
Piers Sellers

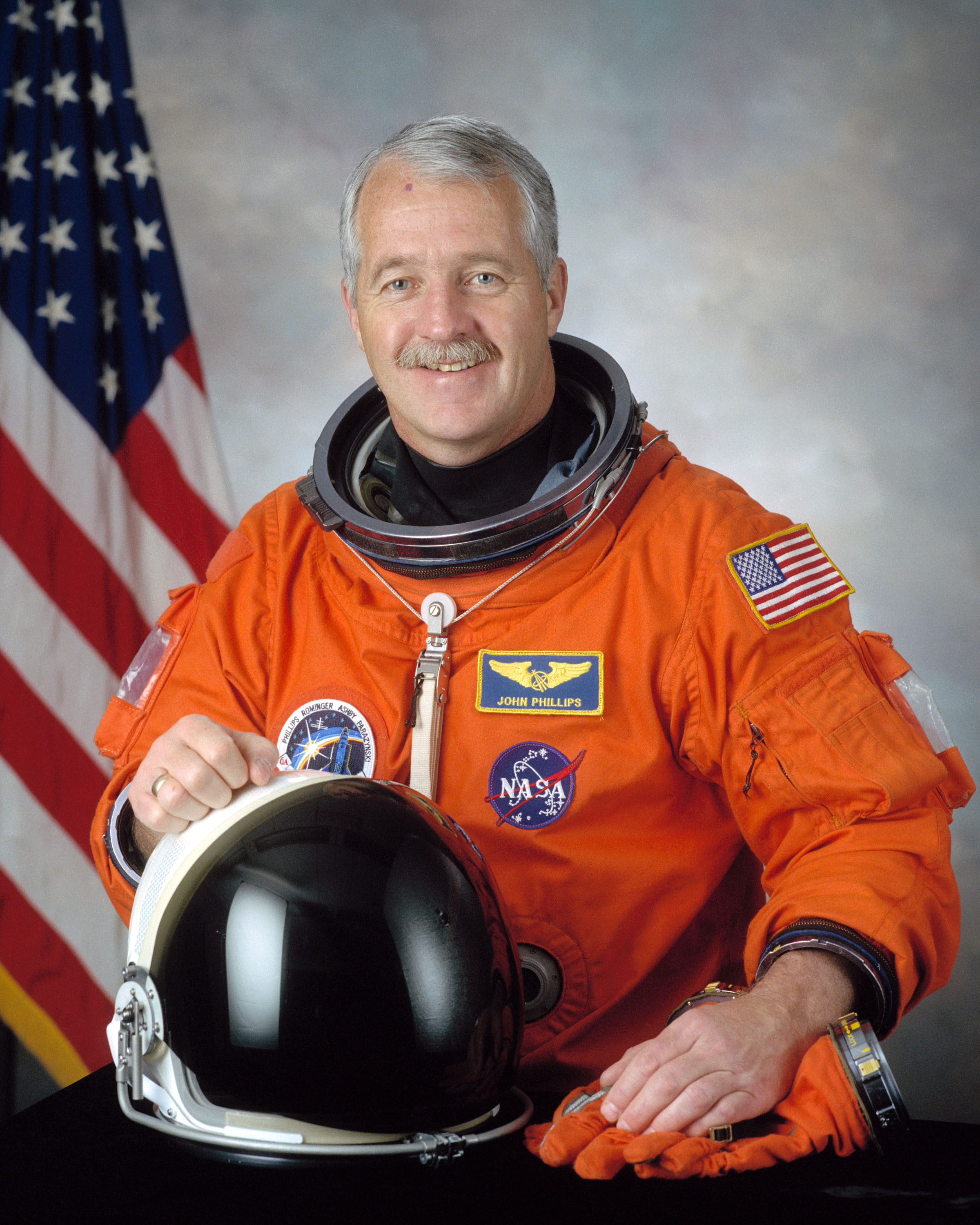
EJohn Lynch Phillips

- David McDowell Brown[11]

STS-107, Specialista di Missione
- Daniel Burbank[12]

STS-106, Specialista di Missione
STS-115, Specialista di Missione
Sojuz TMA-22, Ingegnere di volo
Expedition 29, Ingegnere di volo
Expedition 30, Comandante
- Yvonne Cagle[13]

- Fernando Caldeiro[14]

- Charles Camarda[15]

STS-114, Specialista di Missione
- Laurel Clark[16]

STS-107, Specialista di Missione
- Michael Fincke[17]

Sojuz TMA-4, Ingegnere di volo
Expedition 9, Ingegnere di volo
Sojuz TMA-13, Ingegnere di volo
Expedition 18, Comandante
STS-134, Specialista di Missione
- Patrick Forrester[18]

STS-105, Specialista di Missione
STS-117, Specialista di Missione
STS-128, Specialista di Missione
- John Herrington[19]

STS-113, Specialista di Missione
- Joan Higginbotham[20]

STS-116, Specialista di Missione
- Sandra Magnus[21]

STS-112, Specialista di Missione
STS-126 / STS-119, Specialista di Missione
Expedition 18, Ingegnere di volo
STS-135, Specialista di Missione
- Michael Massimino[22]

STS-109, Specialista di Missione
STS-125, Specialista di Missione
- Richard Mastracchio[23]

STS-106, Specialista di Missione
STS-118, Specialista di Missione
STS-131, Specialista di Missione
Sojuz TMA-11M, Ingegnere di volo
Expedition 38/39, Ingegnere di volo
- Lee Morin[24]

STS-110, Specialista di Missione
- Lisa Nowak[25]

STS-121, Specialista di Missione
- Donald Pettit[26]

STS-113 / Sojuz TMA-1, Specialista di Missione / Ingegnere di volo
Expedition 6, Ingegnere di volo
STS-126, Specialista di Missione
Sojuz TMA-03M, Ingegnere di volo
Expedition 30/31, Ingegnere di volo
Sojuz MS-26, Ingegnere di volo
Expedition 72, Ingegnere di volo
- John Phillips[27]

STS-100, Specialista di Missione
Sojuz TMA-6, Ingegnere di volo
Expedition 11, Ingegnere di volo
STS-119, Specialista di Missione
- Paul Richards[28]

STS-102, Specialista di Missione
- Piers Sellers[29]

STS-112, Specialista di Missione
STS-121, Specialista di Missione
STS-132, Specialista di Missione
- Heidemarie Stefanyshyn-Piper[30]

STS-115, Specialista di Missione
STS-126, Specialista di Missione
- Daniel Tani[31]

STS-108, Specialista di Missione
STS-120 / STS-122, Specialista di Missione
Expedition 16, Ingegnere di volo
- Rex Walheim[32]

STS-110, Specialista di Missione
STS-122, Specialista di Missione
STS-135, Specialista di Missione
- Peggy Whitson[33]

STS-111 / STS-113, Specialista di Missione
Expedition 5, Ingegnere di volo
Sojuz TMA-11, Ingegnere di volo
Expedition 16, Comandante
Sojuz MS-03 / Sojuz MS-04, Ingegnere di volo
Expedition 50, Ingegnere di volo
Expedition 51, Comandante
Expedition 52, Ingegnere di volo
- Jeffrey Williams[34]

STS-101, Specialista di Missione
Sojuz TMA-8, Ingegnere di volo
Expedition 13, Ingegnere di volo
Sojuz TMA-16, Ingegnere di volo
Expedition 21, Ingegnere di volo
Expedition 22, Comandante
Sojuz TMA-20M, Ingegnere di volo
Expedition 47, Ingegnere di volo
Expedition 48, Comandante
- Stephanie Wilson[35]

STS-121, Specialista di Missione
STS-120, Specialista di Missione
STS-131, Specialista di Missione

### Specialisti di Missione internazionali

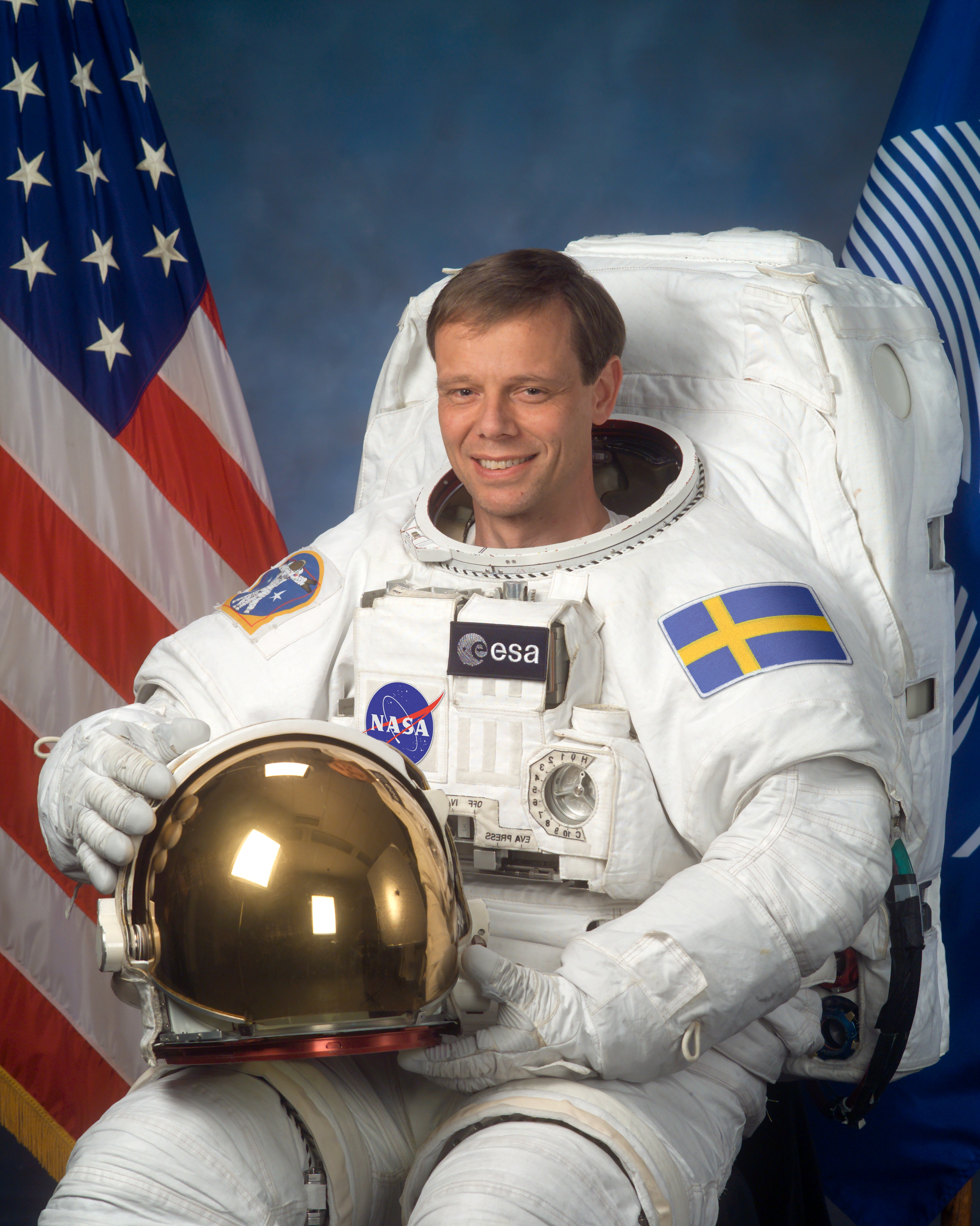
Christer Fuglesang

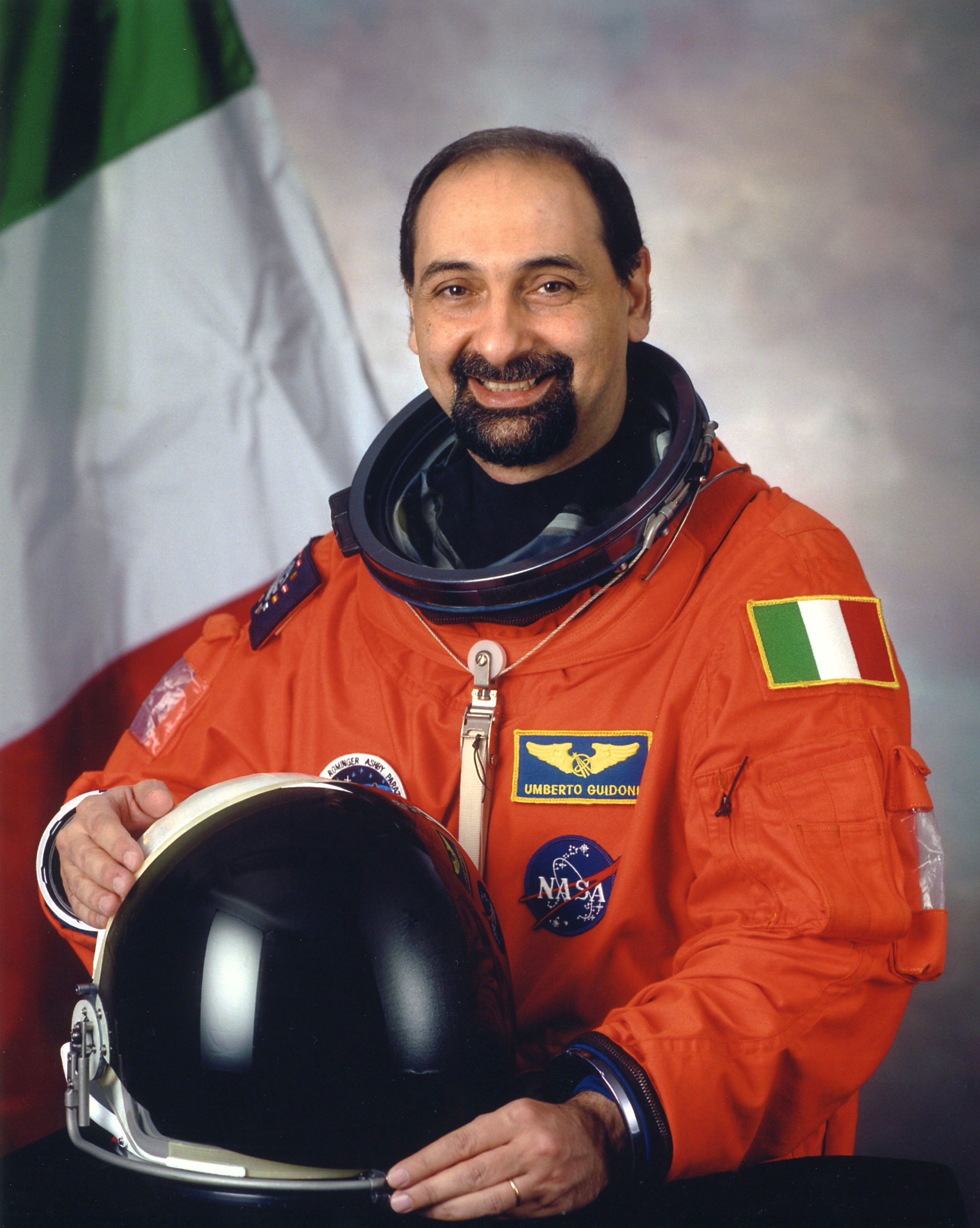
Umberto Guidoni (ESA)

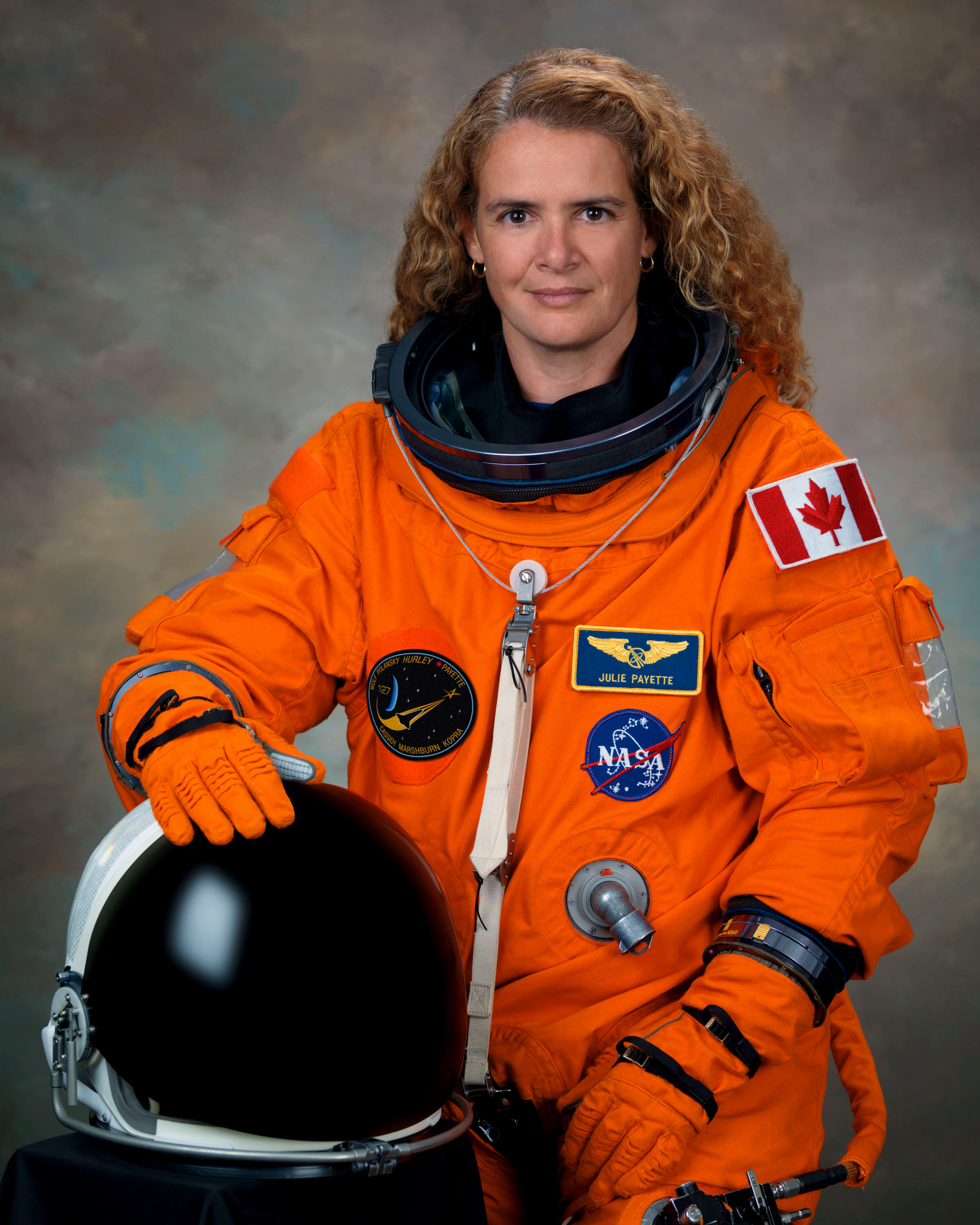
Julie Payette CSA

- Pedro Duque[36][37]

STS-95, Specialista di Missione
Sojuz TMA-3 / Sojuz TMA-2, Ingegnere di volo
- Christer Fuglesang[38][39]

STS-116, Specialista di Missione
STS-128, Specialista di Missione
- Umberto Guidoni[40][41]

STS-75, Specialista del carico utile
STS-100, Specialista di Missione
- Steven MacLean[42][43]

STS-52, Specialista del carico utile
STS-115, Specialista di Missione
- Mamoru Mohri[44]

STS-47, Specialista del carico utile
STS-99, Specialista di Missione
- Soichi Noguchi[45]

STS-114, Specialista di Missione
Sojuz TMA-17, Ingegnere di volo
Expedition 22/23, Ingegnere di volo
SpaceX Crew-1, Specialista di Missione
Expedition 64/65, Ingegnere di volo
- Julie Payette[46][47]

STS-96, Specialista di Missione
STS-127, Specialista di Missione
- Philippe Perrin[48][49]

STS-111, Specialista di Missione
- Gerhard Thiele[50][51]

STS-99, Specialista di Missione